# Eichel (Farbe)

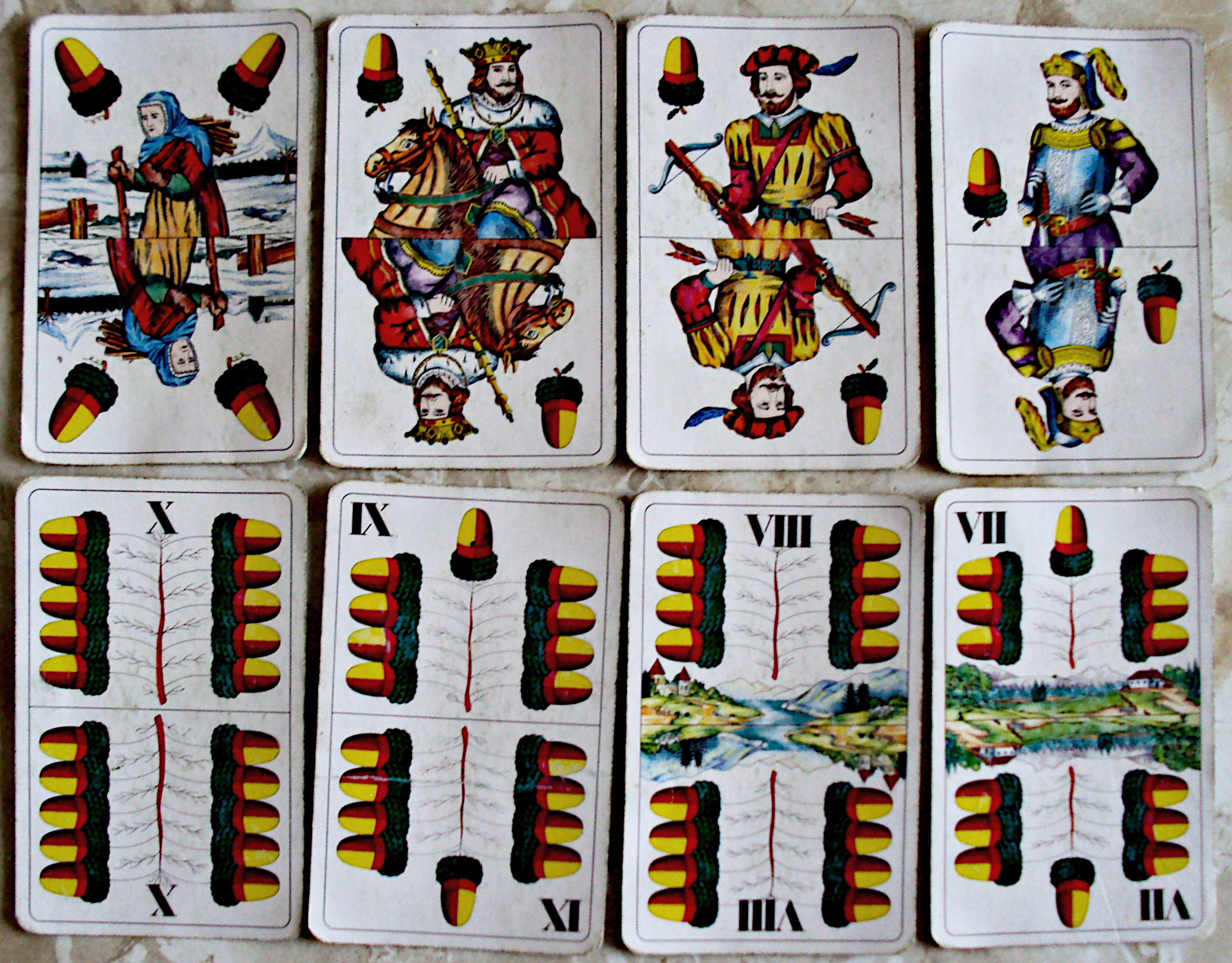
Beispiel für Eichel-Karten

Eichel, auch Hackl oder Ecker genannt, ist eine Kartenfarbe im deutschen Blatt. Ihr entspricht Kreuz im französischen Blatt.
Eichel ist die höchste Spielfarbe beim Skat, Schafkopf und Doppelkopf, aber die niedrigste bei Préférence. Beim Watten ist die Eichel 7 (Spitz, Soach) der dritthöchste Trumpf.